# Liste des médaillés en natation synchronisée aux championnats du monde de natation
 (août 2025).
Motif : Conformément aux conventions, les listes doivent être présentées par ordre chronologiques et non antichronologiques
Liste des médaillés en natation synchronisée aux championnats du monde de natation (ou natation artistique depuis 2017) depuis la première édition de ces mondiaux en 1973.

## Solo

### Solo libre
| Édition | Or                     | Argent            | Bronze               |
| ------- | ---------------------- | ----------------- | -------------------- |
| 2022    | Yukiko Inui            | Marta Fiedina     | Evangelía Platanióti |
| 2019    | Svetlana Kolesnichenko | Ona Carbonell     | Yukiko Inui          |
| 2017    | Svetlana Kolesnichenko | Ona Carbonell     | Anna Voloshyna       |
| 2015    | Natalia Ishchenko      | Huang Xuechen     | Ona Carbonell        |
| 2013    | Svetlana Romashina     | Huang Xuechen     | Ona Carbonell        |
| 2011    | Natalia Ishchenko      | Andrea Fuentes    | Sun Wenyan           |
| 2009    | Natalia Ishchenko      | Gemma Mengual     | Beatrice Adelizzi    |
| 2007    | Virginie Dedieu        | Natalia Ishchenko | Gemma Mengual        |

### Solo technique
| Édition | Or                     | Argent        | Bronze                     |
| ------- | ---------------------- | ------------- | -------------------------- |
| 2022    | Yukiko Inui            | Marta Fiedina | Evangelía Platanióti       |
| 2019    | Svetlana Kolesnichenko | Ona Carbonell | Yukiko Inui                |
| 2017    | Svetlana Kolesnichenko | Ona Carbonell | Anna Voloshyna             |
| 2015    | Svetlana Romashina     | Ona Carbonell | Sun Wenyan                 |
| 2013    | Svetlana Romashina     | Huang Xuechen | Ona Carbonell              |
| 2011    | Natalia Ishchenko      | Huang Xuechen | Andrea Fuentes             |
| 2009    | Natalia Ishchenko      | Gemma Mengual | Marie-Pier Boudreau Gagnon |
| 2007    | Natalia Ishchenko      | Gemma Mengual | Saho Harada                |

### Solo
| Édition | Or                   | Argent               | Bronze           |
| ------- | -------------------- | -------------------- | ---------------- |
| 2005    | Virginie Dedieu      | Natalia Ishchenko    | Gemma Mengual    |
| 2003    | Virginie Dedieu      | Anastasiya Ermakova  | Gemma Mengual    |
| 2001    | Olga Brusnikina      | Virginie Dedieu      | Miya Tachibana   |
| 1998    | Olga Sedakova        | Virginie Dedieu      | Miya Tachibana   |
| 1994    | Becky Dyroen-Lancer  | Fumiko Okuno         | Lisa Alexander   |
| 1991    | Sylvie Fréchette     | Kristen Babb-Sprague | Mikako Kotani    |
| 1986    | Carolyn Waldo        | Sarah Josephson      | Muriel Hermine   |
| 1982    | Tracie Ruiz          | Kelly Kryczka        | Miwako Motoyoshi |
| 1978    | Helen Vanderburg     | Pam Tyron            | Yasuko Unezaki   |
| 1975    | Gail Johnson-Buzonas | Sylvie Fortier       | Yasuko Unezaki   |
| 1973    | Teresa Andersen      | Jojo Carrier         | Junko Hasumi     |

## Duo

### Duo libre
| Édition | Or                                               | Argent                                        | Bronze                                                |
| ------- | ------------------------------------------------ | --------------------------------------------- | ----------------------------------------------------- |
| 2022    | Chine Wang Liuyi Wang Qianyi                     | Ukraine Vladyslava Aleksiïva Maryna Aleksiïva | Autriche Anna-Maria Alexandri Eirini-Marina Alexandri |
| 2019    | Russie Svetlana Kolesnichenko Svetlana Romashina | Chine Huang Xuechen Sun Wenyan                | Ukraine Marta Fiedina Anastasiya Savchuk              |
| 2017    | Russie Svetlana Kolesnichenko Svetlana Romashina | Chine Jiang Tingting Jiang Wenwen             | Ukraine Anna Voloshyna Yelyzaveta Yakhno              |
| 2015    | Russie Svetlana Kolesnichenko Svetlana Romashina | Chine Huang Xuechen Sun Wenyan                | Ukraine Lolita Ananasova Anna Voloshyna               |
| 2013    | Russie Svetlana Kolesnichenko Svetlana Romashina | Chine Jiang Tingting Jiang Wenwen             | Espagne Ona Carbonell Margalida Crespí                |
| 2011    | Russie Natalia Ishchenko Svetlana Romashina      | Chine Tingting Jiang Wenwen Jiang             | Espagne Ona Carbonell Andrea Fuentes                  |
| 2009    | Russie Natalia Ishchenko Svetlana Romashina      | Espagne Gemma Mengual Andrea Fuentes          | Chine Tingting Jiang Wenwen Jiang                     |
| 2007    | Russie Anastasiya Davydova Anastasiya Ermakova   | Espagne Gemma Mengual Paola Tirados           | Japon Ayako Matsumura Emiko Suzuki                    |

### Duo technique
| Édition | Or                                               | Argent                                        | Bronze                                                |
| ------- | ------------------------------------------------ | --------------------------------------------- | ----------------------------------------------------- |
| 2022    | Chine Wang Liuyi Wang Qianyi                     | Ukraine Vladyslava Aleksiïva Maryna Aleksiïva | Autriche Anna-Maria Alexandri Eirini-Marina Alexandri |
| 2019    | Russie Svetlana Kolesnichenko Svetlana Romashina | Chine Huang Xuechen Sun Wenyan                | Ukraine Marta Fiedina Anastasiya Savchuk              |
| 2017    | Russie Svetlana Kolesnichenko Svetlana Romashina | Chine Jiang Tingting Jiang Wenwen             | Ukraine Anna Voloshyna Yelyzaveta Yakhno              |
| 2015    | Russie Svetlana Kolesnichenko Svetlana Romashina | Chine Huang Xuechen Sun Wenyan                | Japon Yukiko Inui Risako Mitsui                       |
| 2013    | Russie Svetlana Kolesnichenko Svetlana Romashina | Chine Jiang Tingting Jiang Wenwen             | Espagne Ona Carbonell Margalida Crespí                |
| 2011    | Russie Natalia Ishchenko Svetlana Romashina      | Chine Huang Xuechen Liu Ou                    | Espagne Ona Carbonell Andrea Fuentes                  |
| 2009    | Russie Anastasia Davydova Svetlana Romashina     | Espagne Gemma Mengual Andrea Fuentes          | Chine Jiang Tingting Jiang Wenwen                     |
| 2007    | Russie Anastasiya Davydova Anastasiya Ermakova   | Espagne Gemma Mengual Paola Tirados           | Japon Saho Harada Emiko Suzuki                        |

### Duo
| Édition | Or                                                | Argent                                                               | Bronze                                                               |
| ------- | ------------------------------------------------- | -------------------------------------------------------------------- | -------------------------------------------------------------------- |
| 2005    | Russie Anastasiya Davydova Anastasiya Ermakova    | Espagne Gemma Mengual Paola Tirados                                  | Japon Saho Harada Emiko Suzuki                                       |
| 2003    | Russie Anastasiya Davydova et Anastasiya Ermakova | Japon Miya Tachibana Miho Takeda                                     | Espagne Gemma Mengual Paola Tirados                                  |
| 2001    | Japon Miya Tachibana Miho Takeda                  | Russie Anastasiya Davydova Anastasiya Ermakova                       | France Claire Carver-Dias Fanny Letourneau                           |
| 1998    | Russie Olga Brusnikina Olga Sedakova              | Japon Miya Tachibana Miho Takeda                                     | France Virginie Dedieu Myriam Lignot                                 |
| 1994    | États-Unis Becky Dyroen-Lancer Jill Sudduth       | Canada Lisa Alexander Erin Woodley Japon Fumiko Okuno Miya Tachibana | Canada Lisa Alexander Erin Woodley Japon Fumiko Okuno Miya Tachibana |
| 1991    | États-Unis Karen Josephson Sarah Josephson        | Japon Mikako Kotani Aki Takayama                                     | Canada Kathy Glen Lisa Alexander                                     |
| 1986    | Canada Michelle Cameron Carolyn Waldo             | États-Unis Karen Josephson Sarah Josephson                           | Japon Megumi Itoh Mikako Kotani                                      |
| 1982    | Canada Sharon Hambrook Kelly Kryczka              | États-Unis Candy Costie Tracie Ruiz                                  | Japon Masako Fujiwara Ikuko Abe                                      |
| 1978    | Canada Helen Vanderburg Michelle Calkins          | Japon Yasuko Fujiwara Masako Fujiwara                                | États-Unis Pam Tryon Michele Barone                                  |
| 1975    | États-Unis Amanda Norrish Robin Curren            | Canada Laura Wilkin Carol Stewart                                    | Japon Yasuko Fujiwara Masako Fujiwara                                |
| 1973    | États-Unis Gail Johnson Teresa Andersen           | Canada Jojo Carrier Madeleine Ramsay                                 | Japon Yasuko Fujiwara Masako Fujiwara                                |

## Duo mixte

### Duo mixte libre
| Édition | Or                                            | Argent                                       | Bronze                                       |
| ------- | --------------------------------------------- | -------------------------------------------- | -------------------------------------------- |
| 2022    | Italie Giorgio Minisini Lucrezia Ruggiero     | Japon Yotaro Sato Tomoka Sato                | Chine Shi Haoyu Zhang Yiyao                  |
| 2019    | Russie Mayya Gurbanberdieva Aleksandr Maltsev | Italie Manila Flamini Giorgio Minisini       | Japon Atsushi Abe Yumi Adachi                |
| 2017    | Russie Aleksandr Maltsev Mikhaela Kalancha    | Italie Giorgio Minisini Mariangela Perrupato | États-Unis Kanako Kitao Spendlove Bill May   |
| 2015    | Russie Aleksandr Maltsev Darina Valitova      | États-Unis Kristina Lum Bill May             | Italie Giorgio Minisini Mariangela Perrupato |

### Duo mixte technique
| Édition | Or                                            | Argent                                     | Bronze                                 |
| ------- | --------------------------------------------- | ------------------------------------------ | -------------------------------------- |
| 2022    | Italie Giorgio Minisini Lucrezia Ruggiero     | Japon Yotaro Sato Tomoka Sato              | Chine Shi Haoyu Zhang Yiyao            |
| 2019    | Russie Mayya Gurbanberdieva Aleksandr Maltsev | Italie Manila Flamini Giorgio Minisini     | Japon Atsushi Abe Yumi Adachi          |
| 2017    | Italie Manila Flamini Giorgio Minisini        | Russie Michaela Kalancia Aleksandr Maltsev | États-Unis Kanako Spendlove Bill May   |
| 2015    | États-Unis Christina Jones Bill May           | Russie Aleksandr Maltsev Darina Valitova   | Italie Manila Flamini Giorgio Minisini |

## Équipe

### Équipe libre
| Édition | Or     | Argent  | Bronze  |
| ------- | ------ | ------- | ------- |
| 2022    | Chine  | Ukraine | Japon   |
| 2019    | Russie | Chine   | Ukraine |
| 2017    | Russie | Chine   | Ukraine |
| 2015    | Russie | Chine   | Japon   |
| 2013    | Russie | Espagne | Ukraine |
| 2011    | Russie | Chine   | Espagne |
| 2009    | Russie | Espagne | Chine   |
| 2007    | Russie | Espagne | Japon   |

### Équipe technique
| Édition | Or     | Argent  | Bronze  |
| ------- | ------ | ------- | ------- |
| 2022    | Chine  | Japon   | Italie  |
| 2019    | Russie | Chine   | Ukraine |
| 2017    | Russie | Chine   | Japon   |
| 2015    | Russie | Chine   | Japon   |
| 2013    | Russie | Espagne | Ukraine |
| 2011    | Russie | Chine   | Espagne |
| 2009    | Russie | Espagne | Chine   |
| 2007    | Russie | Japon   | Espagne |

### Équipe
| Édition | Or         | Argent     | Bronze     |
| ------- | ---------- | ---------- | ---------- |
| 2005    | Russie     | Japon      | Espagne    |
| 2003    | Russie     | Japon      | États-Unis |
| 2001    | Russie     | Japon      | Canada     |
| 1998    | Russie     | Japon      | États-Unis |
| 1994    | États-Unis | Canada     | Japon      |
| 1991    | États-Unis | Canada     | Japon      |
| 1986    | Canada     | États-Unis | Japon      |
| 1982    | Canada     | États-Unis | Japon      |
| 1978    | États-Unis | Japon      | Canada     |
| 1975    | États-Unis | Canada     | Japon      |
| 1973    | États-Unis | Canada     | Japon      |

## Combiné
| Édition | Or      | Argent             | Bronze     |
| ------- | ------- | ------------------ | ---------- |
| 2022    | Ukraine | Japon              | Italie     |
| 2019    | Russie  | Chine              | Ukraine    |
| 2017    | Chine   | Ukraine            | Japon      |
| 2015    | Russie  | Chine              | Japon      |
| 2013    | Russie  | Espagne            | Ukraine    |
| 2011    | Russie  | Chine              | Canada     |
| 2009    | Espagne | Chine              | Canada     |
| 2007    | Russie  | Japon              | États-Unis |
| 2005    | Russie  | Japon              | Espagne    |
| 2003    | Japon   | Espagne États-Unis | –          |